# 第97回天皇杯全日本サッカー選手権大会
第97回天皇杯全日本サッカー選手権大会（だい97かい てんのうはいぜんにほんサッカーせんしゅけんたいかい、英: Emperor's Cup JFA 97th Japan Football Championship）は、2017年（平成29年）4月22日から2018年（平成30年）1月1日まで開催された天皇杯全日本サッカー選手権大会。
セレッソ大阪が前身のヤンマーディーゼルサッカー部時代の第54回大会（1974年）以来、43年ぶり4度目の優勝を果たした。

## 概要
2015年6月12日、日本サッカー協会 (JFA) はJFA/Jリーグ将来構想委員会において検討を進めているカレンダー改革の一環として、2017年以降の天皇杯について以下のような開催日程や大会フォーマットの基本指針を発表した。
- 開幕を8月下旬頃から4月に移行し、準決勝は年末に、決勝は元日に開催する。
- 試合は原則として平日に開催し、国際マッチデーには開催しない。
  - その後発表された日程では、1回戦については土日の開催となった (後述)。
- 参加チーム数は従来通り88チームとし、前年のJ1リーグ・J2リーグに所属していた40チーム+都道府県代表47チーム+ベストアマ (アマチュアシード)1チームとする。
  - その後、予選免除チームは「前年の」J1リーグ・J2リーグ所属チームではなく、「当年の」J1リーグ・J2リーグ所属チームとするものと発表された[2]。
- 大会は7回戦制で実施する (従前通り)が、AFCチャンピオンズリーグ (ACL) 出場チームのシード権を廃止し、J1・J2のクラブはすべて2回戦から出場する。

これを受けて、JFA競技運営部の天皇杯実施委員会より各都道府県のサッカー協会に対して「第97回大会から4月中旬開幕となる」「第97回大会の都道府県代表の決定期限を2017年4月9日とする」事の通達が行われている事が明らかになっている。これに伴い、各都道府県の代表を決めるための大会も従来より半年近く早める必要が生じ、また (選手登録の切り替わり時期である)年度途中にまたがって予選を実施する必要がある都道府県が大半であることから、半年前倒して実施する山形県 や、「天皇杯新日程への移行対応大会」として特殊なレギュレーションで実施する北海道や石川県など、各県で対応が求められている。
2017年2月16日に行われたJFA理事会で、以下の開催規程変更が承認されている。
- 外国人枠の変更 (Jリーグクラブに限り、Jリーグ提携国の選手を外国人枠に数えない)
- 警告累積規定の変更 (準々決勝までの警告累積は、準決勝以降に持ち越さない)
- 強化費・経費等の変更 (5位への強化費を廃止し勝利チームへの強化費を増額、大会参加諸経費の廃止、旅費・宿泊費基準額の増額)

また、この理事会で、決勝戦を埼玉スタジアム2002 (埼玉県さいたま市緑区)で行うことが承認された。天皇杯の決勝戦が埼玉県で行われるのは、第36回大会 (1956年)が県営陸上競技場 (大宮市＝現・さいたま市大宮区)で行われて以来61大会振り。
2017年6月19日、競技普及の観点から、本大会の3回戦から準々決勝までの会場選定にあたっては、原則として「対戦カードの下位カテゴリーチームが所属する都道府県の会場を優先して開催する」ことをJFAが明らかにした。同カテゴリの場合は対戦カードの左側（トーナメントポジションの上位）の会場にて開催するが、会場の都合（スケジュールやスタジアムのスペックなど）、さらにはAFCチャンピオンズリーグ2017のスケジュールを考慮した場合などの例外が設けられている。

## 日程
日程と出場枠については2016年12月8日に日本サッカー協会から発表された。1回戦については「様々な課題を解決する必要が出てきたため」との理由から土日開催となったが、2回戦から準々決勝まではすべて平日 (水曜日)に開催される。
| 試合     | 開催日      | 参加チーム数変動   | 備考                                 |
| -------- | ----------- | ------------------ | ------------------------------------ |
| 1回戦    | 4月22、23日 | 48 (1+47) → 24     | アマチュアシード、都道府県代表の参加 |
| 2回戦    | 6月21日     | 64 (24+18+22) → 32 | J1・J2チームの参加                   |
| 3回戦    | 7月12日     | 32 → 16            |                                      |
| 4回戦    | 9月20日     | 16 → 8             |                                      |
| 準々決勝 | 10月25日    | 8 → 4              |                                      |
| 準決勝   | 12月23日    | 4 → 2              |                                      |
| 決勝     | 1月1日      | 2 → 1              |                                      |

## 出場チーム
以下の「出場回数」についてはJFAの公式記録に基づくが、基本的には「前身となるチーム (クラブ化前の実業団チーム、など)からの通算回数」としている。ただし、一部に例外もある。

### J1リーグ
2017年のJ1リーグ所属の全18チーム。
| チーム                 | 出場回数       |
| ---------------------- | -------------- |
| 北海道コンサドーレ札幌 | 36年連続37回目 |
| ベガルタ仙台           | 23年連続24回目 |
| 鹿島アントラーズ       | 26年連続34回目 |
| 浦和レッズ             | 52年連続53回目 |
| 大宮アルディージャ     | 22年連続23回目 |
| 柏レイソル             | 23年連続50回目 |
| FC東京                 | 24年連続24回目 |
| 川崎フロンターレ       | 23年連続34回目 |
| 横浜F・マリノス        | 39年連続40回目 |

| チーム             | 出場回数       |
| ------------------ | -------------- |
| ヴァンフォーレ甲府 | 22年連続26回目 |
| アルビレックス新潟 | 22年連続26回目 |
| 清水エスパルス     | 26年連続26回目 |
| ジュビロ磐田       | 38年連続41回目 |
| ガンバ大阪         | 37年連続37回目 |
| セレッソ大阪       | 24年連続49回目 |
| ヴィッセル神戸     | 27年連続31回目 |
| サンフレッチェ広島 | 46年連続66回目 |
| サガン鳥栖         | 24年連続26回目 |

### J2リーグ
2017年のJ2リーグ所属の全22チーム。
| チーム                 | 出場回数       |
| ---------------------- | -------------- |
| モンテディオ山形       | 22年連続26回目 |
| 水戸ホーリーホック     | 22年連続22回目 |
| ザスパクサツ群馬       | 15年連続15回目 |
| ジェフユナイテッド千葉 | 31年連続53回目 |
| 東京ヴェルディ         | 42年連続43回目 |
| FC町田ゼルビア         | 03年連続06回目 |
| 横浜FC                 | 19年連続19回目 |
| 湘南ベルマーレ         | 46年連続46回目 |
| 松本山雅FC             | 10年連続12回目 |
| ツエーゲン金沢         | 11年連続14回目 |
| 名古屋グランパス       | 27年連続41回目 |

| チーム            | 出場回数       |
| ----------------- | -------------- |
| FC岐阜            | 12年連続12回目 |
| 京都サンガF.C.    | 24年連続35回目 |
| ファジアーノ岡山  | 10年連続10回目 |
| レノファ山口FC    | 03年連続14回目 |
| カマタマーレ讃岐  | 13年連続19回目 |
| 徳島ヴォルティス  | 27年連続29回目 |
| 愛媛FC            | 19年連続19回目 |
| アビスパ福岡      | 24年連続26回目 |
| 大分トリニータ    | 22年連続22回目 |
| V・ファーレン長崎 | 09年連続11回目 |
| ロアッソ熊本      | 18年連続18回目 |

### アマチュアシードチーム
日本フットボールリーグ (JFL) からの推薦チーム。
| チーム   | 所属リーグ | 出場回数      |
| -------- | ---------- | ------------- |
| Honda FC | JFL        | 2年連続37回目 |

### 都道府県代表
山梨県代表は1月29日 に、香川県代表は3月4日 に、北海道・群馬・徳島・愛媛・高知・長崎・熊本の1道6県代表はは4月2日 に、京都府代表は4月7日、埼玉・東京・長野・愛知の1都3県代表は4月8日 に、それ以外の33府県代表は4月9日 にそれぞれ決定した。
| 都道府県 | チーム                 | 所属リーグ    | 出場回数       |
| -------- | ---------------------- | ------------- | -------------- |
| 北海道   | ノルブリッツ北海道FC   | 北海道        | 03年ぶり06回目 |
| 青森県   | ヴァンラーレ八戸       | JFL           | 06年連続07回目 |
| 岩手県   | グルージャ盛岡         | J3            | 10年連続11回目 |
| 宮城県   | ソニー仙台FC           | JFL           | 02年連続19回目 |
| 秋田県   | ブラウブリッツ秋田     | J3            | 16年連続24回目 |
| 山形県   | FCパラフレンチ米沢     | 東北2部南     | 08年ぶり02回目 |
| 福島県   | いわきFC               | 福島県1部     | 初出場         |
| 茨城県   | 筑波大学               | 関東大学1部   | 02年連続30回目 |
| 栃木県   | 栃木ウーヴァFC         | JFL           | 05年連続09回目 |
| 群馬県   | tonan前橋              | 関東2部       | 03年ぶり04回目 |
| 埼玉県   | 東京国際大学           | 関東大学1部   | 03年連続05回目 |
| 千葉県   | ブリオベッカ浦安       | JFL           | 03年ぶり03回目 |
| 東京都   | 国士舘大学             | 関東大学2部   | 09年ぶり15回目 |
| 神奈川県 | Y.S.C.C.横浜           | J3            | 03年ぶり07回目 |
| 山梨県   | 韮崎アストロス         | 山梨県SPL     | 02年ぶり14回目 |
| 長野県   | AC長野パルセイロ       | J3            | 06年連続07回目 |
| 新潟県   | 新潟医療福祉大学       | 北信越大学1部 | 02年連続02回目 |
| 富山県   | カターレ富山           | J3            | 02年連続09回目 |
| 石川県   | 北陸大学               | 北信越大学1部 | 03年連続03回目 |
| 福井県   | サウルコス福井         | 北信越1部     | 06年連続09回目 |
| 静岡県   | アスルクラロ沼津       | J3            | 初出場         |
| 愛知県   | FCマルヤス岡崎         | JFL           | 02年ぶり03回目 |
| 三重県   | 鈴鹿アンリミテッドFC   | 東海1部       | 02年連続04回目 |
| 岐阜県   | 岐阜経済大学           | 東海学生1部   | 03年ぶり02回目 |
| 滋賀県   | びわこ成蹊スポーツ大学 | 関西学生1部   | 03年ぶり05回目 |
| 京都府   | アミティエSC京都       | 関西1部       | 05年ぶり02回目 |
| 大阪府   | FC大阪                 | JFL           | 02年ぶり03回目 |
| 兵庫県   | バンディオンセ加古川   | 関西1部       | 02年連続08回目 |
| 奈良県   | 奈良クラブ             | JFL           | 09年連続09回目 |
| 和歌山県 | アルテリーヴォ和歌山   | 関西1部       | 09年連続09回目 |
| 鳥取県   | ガイナーレ鳥取         | J3            | 18年連続20回目 |
| 島根県   | 松江シティFC           | 中国          | 03年連続04回目 |
| 岡山県   | 三菱自動車水島FC       | 中国          | 08年ぶり11回目 |
| 広島県   | SRC広島                | 中国          | 02年連続04回目 |
| 山口県   | 徳山大学               | 中国大学1部   | 02年連続09回目 |
| 香川県   | アルヴェリオ高松       | 四国          | 02年連続02回目 |
| 徳島県   | FC徳島セレステ         | 四国          | 02年連続02回目 |
| 愛媛県   | FC今治                 | JFL           | 09年連続09回目 |
| 高知県   | 高知ユナイテッドSC     | 四国          | 02年連続02回目 |
| 福岡県   | ギラヴァンツ北九州     | J3            | 10年連続10回目 |
| 佐賀県   | 佐賀大学               | 九州大学1部   | 03年ぶり08回目 |
| 長崎県   | MD長崎                 | 長崎県1部     | 02年連続02回目 |
| 熊本県   | 熊本県教員蹴友団       | 九州          | 03年ぶり03回目 |
| 大分県   | ヴェルスパ大分         | JFL           | 02年ぶり07回目 |
| 宮崎県   | 宮崎産業経営大学       | 九州大学1部   | 04年ぶり05回目 |
| 鹿児島県 | 鹿児島ユナイテッドFC   | J3            | 04年連続04回目 |
| 沖縄県   | FC琉球                 | J3            | 08年連続11回目 |

- 出場回数に関する備考

1. ↑  日産自動車サッカー部→横浜マリノスからの出場回数を含む。なお、横浜フリューゲルス (1999年に統合)の出場回数 (13回)は含まない。
2. ↑  鳥栖フューチャーズの出場回数 (5回)を含む (なお、鳥栖と鳥栖Fには組織としての連続性はない。当該項参照)。
3. ↑  前身である国見FC（1回出場）の出場回数は含まない。
4. ↑  茗友クラブ (3回出場)の出場回数は含まない。
5. ↑  前身の北陸電力/アローズ北陸（10回出場）およびYKK APサッカー部（11回出場）の出場回数は含まない。
6. ↑  前身の教育研究社およびFC KYOKEN京都の出場回数 (3回)を含まない。
7. ↑  前身の兵庫教員蹴球団の出場回数（2回）は含まない。
8. ↑  前身のアイゴッソ高知 (「南国高知FC」として3回出場)の出場回数は含まない。
9. ↑  前身の三菱化成黒崎サッカー部の出場回数 (4回)を含まない。
10. ↑  前身のヴォルカ鹿児島 (6回出場)およびFC KAGOSHIMA (1回出場、別に前身の鹿屋体育大学クラブで1回出場)の出場回数は含まない。

## 試合結果
1回戦から3回戦の組み合わせは、2017年2月16日に発表された。

### 1回戦
| 2017年4月22日 No.1 | アルテリーヴォ和歌山 | 2 - 3 (延長)   | FCマルヤス岡崎                                 | 和歌山市                                                    |
| 13:00              | 澤野康介 67分, 73分  | 公式記録 (PDF) | 盛礼良レオナルド 64分, 90+2分 · 寺尾憲祐 103分 | 競技場: 紀三井寺公園陸上競技場 観客数: 843人 主審: 阿部将茂 |

| 2017年4月22日 No.2 | いわきFC                                                                                            | 8 - 2          | ノルブリッツ北海道FC                     | 福島市                                                            |
| 13:00              | 高柳昂平 24分, 45分, 59分 · 菊池翔 27分 · 平岡将豪 29分 · 井原楓人 44分 · 金大生 57分 · 片山紳 90分 | 公式記録 (PDF) | 畠山直人 74分 (pen.) · 伊古田健夫 90+1分 | 競技場: とうほう・みんなのスタジアム 観客数: 439人 主審: 渡辺康太 |

| 2017年4月23日 No.3 | ギラヴァンツ北九州                                                                                             | 10 - 0         | アルヴェリオ高松 | 北九州市                                                      |
| 13:00              | 平井将生 13分, 66分 (pen.), 84分 · 花井聖 39分, 55分, 88分 · 茂平 45+2分 · 水永翔馬 60分, 83分 · 西嶋弘之 78分 | 公式記録 (PDF) |                  | 競技場: 北九州市立本城陸上競技場 観客数: 1,040人 主審: 大矢充 |

| 2017年4月23日 No.4 | 韮崎アストロス       | 1 - 5          | ブリオベッカ浦安                                                                | 甲府市                                                  |
| 13:00              | 小泉公二 20分 (pen.) | 公式記録 (PDF) | 笠松亮太 8分 · 上松瑛 12分 · 相馬将夏 25分 · 南部健造 69分 (pen.) · 富塚隼 73分 | 競技場: 山梨中銀スタジアム 観客数: 408人 主審: 上田隆生 |

| 2017年4月22日 No.5 | AC長野パルセイロ | 1 - 0          | 鈴鹿アンリミテッドFC | 長野市                                                 |
| 13:00              | 内野貴志 43分    | 公式記録 (PDF) |                      | 競技場: 長野Uスタジアム 観客数: 1,848人 主審: 辛島宗烈 |

| 2017年4月23日 No.6                | FC琉球                                                                 | 5 - 5 (延長) (3 - 5 PK戦)              | FC今治                                                     | 沖縄市                                                            |
| 13:00                             | 富樫佑太 25分 · 前田央樹 38分 · 田辺圭佑 69分 · 西岡大志 90+1分, 119分 | 公式記録 (PDF)                         | 桑島良汰 21分, 45+4分 · 長尾善公 50分, 73分 · 片岡爽 100分 | 競技場: 沖縄県総合運動公園陸上競技場 観客数: 882人 主審: 先立圭吾 |
|                                   | PK戦                                                                   |                                        |                                                            |                                                                   |
| 富所悠 田辺圭佑 富樫佑太 才藤龍治 |                                                                        | 片岡爽 長島滉大 中野圭 玉城峻吾 上村岬 |                                                            |                                                                   |

| 2017年4月23日 No.7 | ヴェルスパ大分                | 2 - 1          | 高知ユナイテッドSC | 大分市                                              |
| 13:00              | 清水大輔 61分 · 鍔田有馬 66分 | 公式記録 (PDF) | 横竹翔 36分        | 競技場: 大分銀行ドーム 観客数: 602人 主審: 国吉真樹 |

| 2017年4月23日 No.8 | Honda FC                             | 3 - 1 (延長)   | びわこ成蹊スポーツ大学 | 浜松市                                                    |
| 13:00              | 富田湧也 77分 · 大町将梧 95分, 104分 | 公式記録 (PDF) | 堂安憂 6分             | 競技場: ホンダ都田サッカー場 観客数: 900人 主審: 内田康博 |

| 2017年4月22日 No.9 | ブラウブリッツ秋田 | 1 - 2          | 国士舘大学                  | 秋田市                                                  |
| 13:00              | 田中智大 84分      | 公式記録 (PDF) | 髙橋利樹 12分 · 荒木翔 32分 | 競技場: あきぎんスタジアム 観客数: 587人 主審: 上原直人 |

| 2017年4月22日 No.10 | tonan前橋            | 1 - 0          | 東京国際大学 | 前橋市                                                                      |
| 13:00               | 吉田直矢 83分 (pen.) | 公式記録 (PDF) |              | 競技場: 群馬県立敷島公園サッカー・ラグビー場 観客数: 568人 主審: 植松健太朗 |

| 2017年4月23日 No.11 | Y.S.C.C.横浜    | 1 - 2          | 筑波大学            | 平塚市                                                        |
| 13:03               | 宮尾孝一 90+2分 | 公式記録 (PDF) | 中野誠也 28分, 81分 | 競技場: Shonan BMWスタジアム平塚 観客数: 461人 主審: 石丸秀平 |

| 2017年4月22日 No.12 | 宮崎産業経営大学              | 2 - 1          | 徳山大学      | 宮崎市                                                            |
| 13:01               | 竹下優介 47分 · 前田椋介 54分 | 公式記録 (PDF) | 西浦李央 90分 | 競技場: 宮崎県総合運動公園陸上競技場 観客数: 310人 主審: 花川雄一 |

| 2017年4月23日 No.13 | グルージャ盛岡              | 2 - 0          | ソニー仙台FC | 盛岡市                                                        |
| 13:00               | 菅本岳 77分 · 八角大智 79分 | 公式記録 (PDF) |              | 競技場: 岩手県営運動公園陸上競技場 観客数: 394人 主審: 松本大 |

| 2017年4月22日 No.14 | 北陸大学 | 0 - 2 (延長)   | バンディオンセ加古川                     | 金沢市                                                |
| 13:03               |          | 公式記録 (PDF) | 鈴木玲央 117分 (pen.) · 渡辺翔貴 120+2分 | 競技場: 金沢市民サッカー場 観客数: 228人 主審: 柳田翔 |

| 2017年4月22日 No.15 | 岐阜経済大学  | 1 - 3          | 新潟医療福祉大学                          | 岐阜市                                                                      |
| 13:00               | 谷口海斗 55分 | 公式記録 (PDF) | 矢村健 20分 · 林純平 69分 · 霞恵介 90+3分 | 競技場: 岐阜メモリアルセンター長良川球技メドウ 観客数: 363人 主審: 中井敏博 |

| 2017年4月23日 No.16 | カターレ富山  | 1 - 0          | アミティエSC京都 | 富山市                                                              |
| 13:01               | 國吉貴博 61分 | 公式記録 (PDF) |                  | 競技場: 富山県総合運動公園陸上競技場 観客数: 1,051人 主審: 宇田賢史 |

| 2017年4月22日 No.17 | FC大阪                                                       | 4 - 1          | 佐賀大学    | 大阪市                                                      |
| 14:00               | ジュニーニョ 21分 (pen.) · 高橋周也 55分 · 川西誠 61分, 90分 | 公式記録 (PDF) | 奥裕啓 43分 | 競技場: ヤンマースタジアム長居 観客数: 415人 主審: 鶴岡泰樹 |

| 2017年4月22日 No.18 | アスルクラロ沼津 | 1 - 0          | サウルコス福井 | 沼津市                                                            |
| 13:03               | 河津良一 28分    | 公式記録 (PDF) |                | 競技場: 愛鷹広域公園多目的競技場 観客数: 1,102人 主審: 金次雄之介 |

| 2017年4月22日 No.19 | 栃木ウーヴァFC                                                                      | 6 - 1          | FCパラフレンチ米沢 | 宇都宮市                                                      |
| 13:00               | 佐藤祐輝 16分, 25分 · 松田康佑 20分 · 増田修斗 34分 · 若林学 45+2分 · 畦地健太 90分 | 公式記録 (PDF) | 相川優介 85分      | 競技場: 栃木県グリーンスタジアム 観客数: 297人 主審: 笠原寛貴 |

| 2017年4月22日 No.20 | 奈良クラブ | 0 - 1 (延長)   | ヴァンラーレ八戸 | 奈良市                                                  |
| 13:00               |            | 公式記録 (PDF) | 三根和起 105分   | 競技場: ならでんフィールド 観客数: 367人 主審: 國吉真吾 |

| 2017年4月23日 No.21 | SRC広島       | 1 - 0          | 三菱水島FC | 福山市                                                              |
| 14:00               | 田口翔輝 65分 | 公式記録 (PDF) |            | 競技場: 福山市竹ヶ端運動公園陸上競技場 観客数: 511人 主審: 野堀桂佑 |

| 2017年4月23日 No.22 | ガイナーレ鳥取 | 0 - 1          | 鹿児島ユナイテッドFC | 鳥取市                                                        |
| 13:03               |                | 公式記録 (PDF) | 藤本憲明 90分        | 競技場: とりぎんバードスタジアム 観客数: 1,311人 主審: 川俣秀 |

| 2017年4月23日 No.23 | 熊本県教員蹴友団 | 0 - 4          | 松江シティFC                                           | 熊本市                                                  |
| 19:00               |                  | 公式記録 (PDF) | 金村賢志郎 7分 · 砂川太志 63分 · 西村光司 73分, 90+2分 | 競技場: えがお健康スタジアム 観客数: 585人 主審: 堀格郎 |

| 2017年4月22日 No.24 | FC徳島セレステ     | 1 - 2          | MD長崎                      | 鳴門市                                                                                |
| 13:01               | 高木卓 25分 (pen.) | 公式記録 (PDF) | 上野周平 22分 · 安武亮 24分 | 競技場: 鳴門・大塚スポーツパークポカリスエットスタジアム 観客数: 254人 主審: 若槻直輝 |

### 2回戦
| 2017年6月21日 No.25 | 鹿島アントラーズ                                                   | 5 - 0          | FCマルヤス岡崎 | 鹿嶋市                                                                  |
| 19:03               | 鈴木優磨 7分 · 金森健志 16分 · 安部裕葵 45分, 85分 · 田中稔也 88分 | 公式記録 (PDF) |                | 競技場: 茨城県立カシマサッカースタジアム 観客数: 2,273人 主審: 岡部拓人 |

| 2017年6月21日 No.26 | モンテディオ山形 | 1 - 0 (延長)   | V・ファーレン長崎 | 天童市                                                        |
| 19:00               | 瀬沼優司 113分   | 公式記録 (PDF) |                   | 競技場: NDソフトスタジアム山形 観客数: 1,887人 主審: 佐藤誠和 |

| 2017年6月21日 No.27 | 北海道コンサドーレ札幌 | 2 - 5 (延長)   | いわきFC                                                                               | 札幌市                                                  |
| 19:00               | ヘイス 90分, 90+4分    | 公式記録 (PDF) | 76分 (o.g.) · 金大生 90+4分 · 平岡将豪 98分 (pen.) · 菊池将太 115分 · 小野瀬恵亮 120分 | 競技場: 札幌厚別公園競技場 観客数: 1,674人 主審: 東城穣 |

| 2017年6月21日 No.28 | 清水エスパルス                                    | 4 - 1          | ギラヴァンツ北九州 | 静岡市                                                     |
| 19:00               | 角田誠 11分 · 長谷川悠 66分, 90+1分 · 竹内涼 86分 | 公式記録 (PDF) | 小松塁 71分        | 競技場: IAIスタジアム日本平 観客数: 1,623人 主審: 木村博之 |

| 2017年6月21日 No.29 | 柏レイソル          | 1 - 0          | ブリオベッカ浦安 | 柏市                                                    |
| 19:00               | ハモン・ロペス 56分 | 公式記録 (PDF) |                  | 競技場: 日立柏サッカー場 観客数: 2,577人 主審: 今村義朗 |

| 2017年6月21日 No.30 | FC町田ゼルビア              | 2 - 4          | 大分トリニータ                                        | 町田市                                                    |
| 19:00               | 37分 (o.g.) · 戸高弘貴 73分 | 公式記録 (PDF) | 坂井大将 16分 · 伊佐耕平 42分, 71分 · 姫野宥弥 90+4分 | 競技場: 町田市立陸上競技場 観客数: 931人 主審: 三上正一郎 |

| 2017年6月21日 No.31                          | FC東京        | 1 - 1 (延長) (4 - 5 PK戦)                    | AC長野パルセイロ | 調布市                                                  |
| 19:03                                        | 中島翔哉 64分 | 公式記録 (PDF)                               | 内野貴志 87分    | 競技場: 味の素スタジアム 観客数: 4,193人 主審: 高山啓義 |
|                                              | PK戦          |                                              |                  |                                                         |
| 永井謙佑 中島翔哉 阿部拓馬 米本拓司 丸山祐市 |               | 勝又慶典 有永一生 遠藤元一 國領一平 都並優太 |                  |                                                         |

| 2017年6月21日 No.32                          | ファジアーノ岡山 | 0 - 0 (延長) (5 - 3 PK戦)       | FC今治 | 岡山市                                                      |
| 19:00                                        |                  | 公式記録 (PDF)                  |        | 競技場: シティライトスタジアム 観客数: 2,564人 主審: 松本大 |
|                                              | PK戦             |                                 |        |                                                             |
| 大竹洋平 塚川孝輝 豊川雄太 片山瑛一 澤口雅彦 |                  | 三田尚希 片岡爽 中野圭 玉城峻吾 |        |                                                             |

| 2017年6月21日 No.33 | ガンバ大阪                              | 3 - 0          | ヴェルスパ大分 | 吹田市                                                            |
| 19:00               | 58分 (o.g.) · 泉澤仁 84分 · 初瀬亮 88分 | 公式記録 (PDF) |                | 競技場: 市立吹田サッカースタジアム 観客数: 3,597人 主審: 大坪博和 |

| 2017年6月21日 No.34 | ジェフユナイテッド千葉 | 1 - 0          | 東京ヴェルディ | 千葉市                                                    |
| 19:00               | 清武功暉 26分          | 公式記録 (PDF) |                | 競技場: フクダ電子アリーナ 観客数: 2,404人 主審: 榎本一慶 |

| 2017年6月21日 No.35                                                       | ジュビロ磐田                   | 2 - 2 (延長) (5 - 4 PK戦)                                               | Honda FC                       | 磐田市                                                           |
| 19:03                                                                     | 松本昌也 59分 · 川又堅碁 117分 | 公式記録 (PDF)                                                          | 古橋達弥 73分 · 遠野大弥 120分 | 競技場: ヤマハスタジアム (磐田) 観客数: 4,180人 主審: 福島孝一郎 |
|                                                                           | PK戦                           |                                                                         |                                |                                                                  |
| 上田康太 川又堅碁 アダイウトン 松浦拓弥 川辺駿 上原力也 中村太亮 大南拓磨 |                                | 須藤壮史 日高大 遠野大弥 鈴木雄也 栗本広輝 佐々木俊輝 三浦誠史 富田湧也 |                                |                                                                  |

| 2017年6月21日 No.36 | 湘南ベルマーレ | 1 - 0 (延長)   | 国士舘大学 | 平塚市                                                        |
| 19:00               | 藤田祥史 108分 | 公式記録 (PDF) |            | 競技場: Shonan BMWスタジアム平塚 観客数: 1,320人 主審: 俵元希 |

| 2017年6月21日 No.37 | 大宮アルディージャ                                    | 3 - 0          | tonan前橋 | さいたま市                                                 |
| 19:00               | 黒川淳史 69分 · ドラガン・ムルジャ 73分 · 奥井諒 89分 | 公式記録 (PDF) |           | 競技場: NACK5スタジアム大宮 観客数: 1,874人 主審: 藤田和也 |

| 2017年6月21日 No.38 | 愛媛FC                        | 2 - 1          | カマタマーレ讃岐 | 松山市                                                    |
| 19:00               | 丹羽詩温 82分 · 有田光希 86分 | 公式記録 (PDF) | 森川裕基 60分    | 競技場: ニンジニアスタジアム 観客数: 798人 主審: 村上伸次 |

| 2017年6月21日 No.39 | ベガルタ仙台        | 2 - 3          | 筑波大学                         | 仙台市                                                          |
| 19:04               | 中野嘉大 31分, 50分 | 公式記録 (PDF) | 三笘薫 6分, 73分 · 中野誠也 65分 | 競技場: ユアテックスタジアム仙台 観客数: 2,017人 主審: 山岡良介 |

| 2017年6月21日 No.40 | アビスパ福岡                                                 | 4 - 2          | 宮崎産業経営大学              | 福岡市                                                          |
| 19:00               | 三島勇太 3分 · 城後寿 25分 · 石津大介 56分 · 中原貴之 90+2分 | 公式記録 (PDF) | 野川稀生 76分 · 山下浩也 87分 | 競技場: レベルファイブスタジアム 観客数: 1,249人 主審: 田中玲匡 |

| 2017年6月21日 No.41 | 浦和レッズ                                     | 3 - 2          | グルージャ盛岡                | さいたま市                                              |
| 19:03               | ズラタン 29分 (pen.), 63分 · オナイウ阿道 79分 | 公式記録 (PDF) | 林勇介 53分 · 谷口堅三 90+3分 | 競技場: 浦和駒場スタジアム 観客数: 5,038人 主審: 中村太 |

| 2017年6月21日 No.42 | 水戸ホーリーホック | 1 - 2 (延長)   | ロアッソ熊本                        | 水戸市                                                          |
| 19:00               | 伊藤槙人 10分      | 公式記録 (PDF) | 上里一将 72分 (pen.) · 菅沼実 118分 | 競技場: ケーズデンキスタジアム水戸 観客数: 968人 主審: 清水勇人 |

| 2017年6月21日 No.43 | アルビレックス新潟           | 2 - 1 (延長)   | バンディオンセ加古川 | 新潟市                                                            |
| 19:00               | 加藤大 17分 · 西村竜馬 102分 | 公式記録 (PDF) | 福田俊太 35分        | 競技場: デンカビッグスワンスタジアム 観客数: 2,338人 主審: 柿沼亨 |

| 2017年6月21日 No.44 | セレッソ大阪                  | 2 - 0          | 新潟医療福祉大学 | 大阪市                                                      |
| 19:00               | 水沼宏太 10分 · 田中裕介 19分 | 公式記録 (PDF) |                  | 競技場: キンチョウスタジアム 観客数: 2,194人 主審: 窪田陽輔 |

| 2017年6月21日 No.45 | ヴィッセル神戸                       | 3 - 1          | カターレ富山 | 神戸市                                                                    |
| 19:00               | 渡邉千真 3分, 82分 · 伊野波雅彦 83分 | 公式記録 (PDF) | 椎名伸志 7分 | 競技場: 神戸総合運動公園ユニバー記念競技場 観客数: 1,805人 主審: 西村雄一 |

| 2017年6月21日 No.46 | ツエーゲン金沢                | 2 - 0          | 横浜FC | 金沢市                                                            |
| 19:00               | 大橋尚志 70分 · 宮崎幾笑 90分 | 公式記録 (PDF) |        | 競技場: 石川県西部緑地公園陸上競技場 観客数: 1,103人 主審: 松尾一 |

| 2017年6月21日 No.47 | 横浜F・マリノス                                 | 3 - 1          | FC大阪          | 横浜市                                                      |
| 19:00               | 富樫敬真 43分 · 前田直輝 71分 · 遠藤渓太 90+1分 | 公式記録 (PDF) | 舘野俊祐 90+2分 | 競技場: ニッパツ三ツ沢球技場 観客数: 2,468人 主審: 家本政明 |

| 2017年6月21日 No.48 | 京都サンガF.C. | 0 - 1          | アスルクラロ沼津 | 京都市                                                                          |
| 19:00               |                | 公式記録 (PDF) | 小牧成亘 52分    | 競技場: 京都市西京極総合運動公園陸上競技場兼球技場 観客数: 1,067人 主審: 谷本涼 |

| 2017年6月21日 No.49 | 川崎フロンターレ                | 2 - 0          | 栃木ウーヴァFC | 川崎市                                                  |
| 19:00               | 田坂祐介 29分 · 長谷川竜也 62分 | 公式記録 (PDF) |                | 競技場: 等々力陸上競技場 観客数: 4,155人 主審: 飯田淳平 |

| 2017年6月21日 No.50 | レノファ山口FC | 1 - 2          | ザスパクサツ群馬              | 山口市                                                            |
| 19:00               | 大石治寿 49分  | 公式記録 (PDF) | 石田雅俊 19分 · 山岸祐也 42分 | 競技場: 維新百年記念公園陸上競技場 観客数: 2,015人 主審: 山本雄大 |

| 2017年6月21日 No.51 | ヴァンフォーレ甲府 | 0 - 1          | ヴァンラーレ八戸 | 甲府市                                                    |
| 19:00               |                    | 公式記録 (PDF) | 成田諒介 67分    | 競技場: 山梨中銀スタジアム 観客数: 1,376人 主審: 佐藤隆治 |

| 2017年6月21日 No.52 | 名古屋グランパス                                                                     | 6 - 0          | SRC広島 | 名古屋市                                                  |
| 19:00               | 内田健太 4分 · 青木亮太 53分, 61分 · 押谷祐樹 82分 · 杉森考起 90分 · 佐藤寿人 90+2分 | 公式記録 (PDF) |         | 競技場: パロマ瑞穂スタジアム 観客数: 2,268人 主審: 長谷拓 |

| 2017年6月21日 No.53 | サンフレッチェ広島                  | 3 - 2          | 鹿児島ユナイテッドFC | 福山市                                                                |
| 18:03               | 工藤壮人 16分, 81分 · 宮吉拓実 53分 | 公式記録 (PDF) | 関光博 6分, 76分     | 競技場: 福山市竹ヶ端運動公園陸上競技場 観客数: 2,532人 主審: 荒木友輔 |

| 2017年6月21日 No.54 | 徳島ヴォルティス | 0 - 3          | FC岐阜                                          | 鳴門市                                                                                |
| 19:00               |                  | 公式記録 (PDF) | 大本祐槻 14分 · シシーニョ 35分 · 小野悠斗 84分 | 競技場: 鳴門・大塚スポーツパークポカリスエットスタジアム 観客数: 1,108人 主審: 岡宏道 |

| 2017年6月21日 No.55 | サガン鳥栖                                 | 3 - 0          | 松江シティFC | 鳥栖市                                                            |
| 19:00               | 豊田陽平 71分 (pen.) · 田川亨介 83分, 89分 | 公式記録 (PDF) |              | 競技場: ベストアメニティスタジアム 観客数: 2,152人 主審: 吉田哲朗 |

| 2017年6月21日 No.56 | 松本山雅FC                                                           | 4 - 0          | MD長崎 | 松本市                                                                    |
| 19:03               | 三島康平 45+1分, 82分 (pen.) · セルジーニョ 76分 · 谷奥健四郎 90+4分 | 公式記録 (PDF) |        | 競技場: 松本平広域公園総合球技場アルウィン 観客数: 3,368人 主審: 笠原寛貴 |

### 3回戦
試合会場と開始時刻は2017年6月22日に発表された。
| 2017年7月12日 No.57 | 鹿島アントラーズ                                                             | 5 - 0          | モンテディオ山形 | 天童市                                                      |
| 19:00               | 西大伍 4分 · 鈴木優磨 49分 · レアンドロ 54分 · 80分 (o.g.) · 中村充孝 90+3分 | 公式記録 (PDF) |                  | 競技場: NDソフトスタジアム山形 観客数: 5,211人 主審: 柿沼享 |

| 2017年7月12日 No.58 | いわきFC | 0 - 2          | 清水エスパルス             | 静岡市                                                     |
| 19:03               |          | 公式記録 (PDF) | 長谷川悠 1分 · 竹内涼 50分 | 競技場: IAIスタジアム日本平 観客数: 3,238人 主審: 今村義朗 |

| 2017年7月12日 No.59 | 柏レイソル                                          | 2 - 0          | 大分トリニータ | 大分市                                                |
| 18:59               | クリスティアーノ 54分 · ディエゴ・オリヴェイラ 60分 | 公式記録 (PDF) |                | 競技場: 大分銀行ドーム 観客数: 3,715人 主審: 吉田哲朗 |

| 2017年7月12日 No.60 | AC長野パルセイロ | 1 - 0          | ファジアーノ岡山 | 長野市                                                 |
| 19:00               | 佐藤悠希 64分    | 公式記録 (PDF) |                  | 競技場: 長野Uスタジアム 観客数: 2,408人 主審: 小屋幸栄 |

| 2017年7月12日 No.61 | ガンバ大阪                  | 2 - 0          | ジェフユナイテッド千葉 | 千葉市                                                    |
| 19:03               | ファビオ 33分 · 泉澤仁 55分 | 公式記録 (PDF) |                        | 競技場: フクダ電子アリーナ 観客数: 8,048人 主審: 扇谷健司 |

| 2017年7月12日 No.62 | ジュビロ磐田                                                  | 4 - 1          | 湘南ベルマーレ | 平塚市                                                          |
| 19:00               | 小川大貴 22分 · 川又堅碁 45分 · 上田康太 57分 · 高橋祥平 89分 | 公式記録 (PDF) | 表原玄太 90分  | 競技場: Shonan BMWスタジアム平塚 観客数: 3,123人 主審: 家本政明 |

| 2017年7月12日 No.63 | 大宮アルディージャ                                       | 3 - 2 (延長)   | 愛媛FC                      | 松山市                                                    |
| 19:00               | 清水慎太郎 71分 · 山越康平 119分 · 江坂任 120+3分 (pen.) | 公式記録 (PDF) | 近藤貴司 90分, 111分 (pen.) | 競技場: ニンジニアスタジアム 観客数: 924人 主審: 清水勇人 |

| 2017年7月12日 No.64 | 筑波大学            | 2 - 1          | アビスパ福岡  | 水戸市                                                              |
| 19:33               | 中野誠也 69分, 79分 | 公式記録 (PDF) | 石津大介 89分 | 競技場: ケーズデンキスタジアム水戸 観客数: 1,318人 主審: 福島孝一郎 |

| 2017年7月12日 No.65 | 浦和レッズ      | 1 - 0          | ロアッソ熊本 | さいたま市                                                |
| 19:00               | 高木俊幸 45+2分 | 公式記録 (PDF) |              | 競技場: 浦和駒場スタジアム 観客数: 5,806人 主審: 村上伸次 |

| 2017年7月12日 No.66 | アルビレックス新潟      | 2 - 3 (延長)   | セレッソ大阪                                                  | 新潟市                                                                |
| 19:00               | 平松宗 24分 · ホニ 95分 | 公式記録 (PDF) | 山口蛍 50分 (pen.) · リカルド・サントス 96分 · 木本恭生 113分 | 競技場: デンカビッグスワンスタジアム 観客数: 3,104人 主審: 三上正一郎 |

| 2017年7月12日 No.67 | ヴィッセル神戸                                  | 3 - 1          | ツエーゲン金沢 | 金沢市                                                              |
| 19:00               | 大槻周平 17分 · 小川慶治朗 76分 · 渡邉千真 86分 | 公式記録 (PDF) | 金子昌広 64分  | 競技場: 石川県西部緑地公園陸上競技場 観客数: 3,066人 主審: 野田祐樹 |

| 2017年7月12日 No.68 | 横浜F・マリノス                                                 | 4 - 2          | アスルクラロ沼津                | 横浜市                                                      |
| 19:00               | 喜田拓也 14分 · 齋藤学 43分, 45+1分 · ウーゴ・ヴィエイラ 90+1分 | 公式記録 (PDF) | 薗田卓馬 80分 · 太田一輝 90+4分 | 競技場: ニッパツ三ツ沢球技場 観客数: 4,458人 主審: 木村博之 |

| 2017年7月12日 No.69 | 川崎フロンターレ                                               | 4 - 0          | ザスパクサツ群馬 | 前橋市                                                      |
| 19:03               | 森本貴幸 3分 · 田坂祐介 44分 · 森谷賢太郎 61分 · 家長昭博 76分 | 公式記録 (PDF) |                  | 競技場: 正田醤油スタジアム群馬 観客数: 3,010人 主審: 松尾一 |

| 2017年7月12日 (2017年8月2日)[※] No.70 | ヴァンラーレ八戸 | 1 - 2          | 名古屋グランパス              | 名古屋市                                                       |
| 19:05 (19:00)                         | 村上聖弥 70分    | 公式記録 (PDF) | 永井龍 53分 · ワシントン 85分 | 競技場: パロマ瑞穂スタジアム 観客数: 3,913人[※] 主審: 山本雄大 |

| 2017年7月12日 No.71 | サンフレッチェ広島                           | 2 - 1          | FC岐阜        | 岐阜市                                                                        |
| 19:00               | 工藤壮人 56分 · フェリペ・シウバ 61分 (pen.) | 公式記録 (PDF) | 福村貴幸 21分 | 競技場: 岐阜メモリアルセンター長良川球技メドウ 観客数: 2,649人 主審: 西村雄一 |

| 2017年7月12日 No.72 | サガン鳥栖  | 1 - 2          | 松本山雅FC                        | 松本市                                                                    |
| 19:03               | 青木剛 78分 | 公式記録 (PDF) | 志知孝明 67分 · セルジーニョ 71分 | 競技場: 松本平広域公園総合球技場アルウィン 観客数: 5,037人 主審: 藤田和也 |

注釈
1. ^ 雷雨のため65分（後半20分）で中断し、そのまま中止となった[15]（中断時点では0 - 1で名古屋リードであった）。試合再開方法等について、JFAと主管協会である愛知県サッカー協会が協議した結果、試合を中断した時点（65分）からの再開とし、試合記録も引き継がれることに決定した。また、交代人数も中断時点での残りの人数を適用し、出場選手も怪我等の理由がない限り中断時と同じメンバーで行うことになった。再開試合は2017年8月2日の19:00から同会場で開催[16]。観客動員数は7月12日（2,210人）と8月2日（1,703人）の合計。

### ラウンド16 (4回戦)
ラウンド16 (4回戦)の抽選は、2017年8月7日に日本サッカー協会ビル (JFAハウス) 内にある日本サッカーミュージアム ヴァーチャルスタジアムにて行われた。前回大会のラウンド16抽選と同様、ポットを2つ用いる方法で行われた。ただし、決勝会場である埼玉スタジアム2002をホームスタジアムとする浦和が含まれていること、さらにはAFCチャンピオンズリーグ2017 (ACL) に勝ち残っている浦和と川崎の日程調整を最優先させる関係から、以下の方法で実施された。
1. No.73ホーム→No.73アウェー→No.74ホーム→…の順にトーナメントポジションに1から16の番号を割り当てる。
2. 3回戦勝者の12チーム+シード4チームの計16チームのうち、浦和と川崎を除いた14チームの名前の書かれたポット (B) を用意する。
3. 最初に、1・3・5・7の番号の入ったポット (A)を抽選し、浦和のトーナメントポジションを決定する (これにより、浦和はラウンド16及び決勝進出時には必ずホーム側となる)。
4. Aのポットにトーナメントポジション9・11・13・15の番号を追加する (この時点でAのポットには7つのボールが入っている)。
5. ポット (A)を抽選し、川崎のトーナメントポジションを決定する (これにより、川崎はラウンド16で必ずホーム側となる)。
6. Aのポットにトーナメントポジション2・4・6・8・10・12・14・16の番号を追加する。
7. Aのポットを抽選し、続いてBのポットを抽選して、その時点でチーム名とトーナメントポジションを紐付ける。
8. これを14回繰り返し、トーナメントの組み合わせを決定する。試合日時は、組み合わせ時点で決定となる。

ドロワーは日本サッカー協会 (JFA) 会長の田嶋幸三と、スルガ銀行代表取締役社長兼CEOの岡野光喜、ゲストドロワーとして元日本代表で天皇杯優勝経験のある三浦淳宏とJリーグ女子マネージャーの佐藤美希、立会人としてJFA常務理事／天皇杯実施委員会委員長の松崎康弘。今回の抽選会の模様は前回と同様にテレビ中継ではなく、JFAのYouTubeチャンネル「JFATV」でのライブ配信が行われた。
| 2017年9月20日 No.73 | 松本山雅FC | 0 - 2          | ヴィッセル神戸              | 松本市                                                                    |
| 19:03               |            | 公式記録 (PDF) | 橋本和 23分 · 渡邉千真 81分 | 競技場: 松本平広域公園総合球技場アルウィン 観客数: 6,721人 主審: 西村雄一 |

| 2017年9月20日 No.74 | 浦和レッズ                    | 2 - 4          | 鹿島アントラーズ                                          | 熊谷市                                                                 |
| 19:00               | ズラタン 59分 · 武藤雄樹 69分 | 公式記録 (PDF) | 金崎夢生 7分, 51分 (pen.) · 中村充孝 74分 · 土居聖真 90分 | 競技場: 熊谷スポーツ文化公園陸上競技場 観客数: 10,051人 主審: 高山啓義 |

| 2017年9月20日 No.75 | セレッソ大阪 | 1 - 0          | 名古屋グランパス | 名古屋市                                                    |
| 19:03               | 福満隆貴 6分 | 公式記録 (PDF) |                  | 競技場: パロマ瑞穂スタジアム 観客数: 6,560人 主審: 今村義朗 |

| 2017年9月20日 No.76 | 筑波大学 | 0 - 2          | 大宮アルディージャ           | 鹿嶋市                                                                |
| 19:04               |          | 公式記録 (PDF) | 清水慎太郎 28分 (pen.), 85分 | 競技場: 茨城県立カシマサッカースタジアム 観客数: 2,429人 主審: 松尾一 |

| 2017年9月20日 No.77 | 横浜F・マリノス                             | 3 - 2 (延長)   | サンフレッチェ広島                   | 横浜市                                                      |
| 19:03               | ウーゴ・ヴィエイラ 54分 (pen.), 88分, 120分 | 公式記録 (PDF) | 皆川佑介 7分 · フェリペ・シウバ 14分 | 競技場: ニッパツ三ツ沢球技場 観客数: 6,026人 主審: 山本雄大 |

| 2017年9月20日 No.78 | AC長野パルセイロ | 0 - 1          | ジュビロ磐田  | 長野市                                                 |
| 19:03               |                  | 公式記録 (PDF) | 齊藤和樹 52分 | 競技場: 長野Uスタジアム 観客数: 6,276人 主審: 木村博之 |

| 2017年9月20日 No.79 | 川崎フロンターレ                             | 4 - 1          | 清水エスパルス            | 川崎市                                                    |
| 19:03               | 森本貴幸 8分, 41分, 49分 · エドゥアルド 85分 | 公式記録 (PDF) | ミッチェル・デューク 23分 | 競技場: 等々力陸上競技場 観客数: 7,641人 主審: 福島孝一郎 |

| 2017年9月20日 No.80 | ガンバ大阪                    | 2 - 3          | 柏レイソル                                  | 吹田市                                                            |
| 19:03               | 長沢駿 60分 · 井手口陽介 81分 | 公式記録 (PDF) | クリスティアーノ 45分, 52分 · 古賀太陽 48分 | 競技場: 市立吹田サッカースタジアム 観客数: 5,324人 主審: 佐藤隆治 |

### 準々決勝
| 2017年10月25日 No.81                                   | ヴィッセル神戸            | 1 - 1 (延長) (5 - 4 PK戦)                  | 鹿島アントラーズ | 神戸市                                                                    |
| 19:03                                                  | ハーフナー・マイク 90+4分 | 公式記録 (PDF)                             | 昌子源 63分      | 競技場: 神戸総合運動公園ユニバー記念競技場 観客数: 5,186人 主審: 木村博之 |
|                                                        | PK戦                      |                                            |                  |                                                                           |
| ハーフナー・マイク ニウトン 渡部博文 藤田直之 岩波拓也 |                           | 小笠原満男 西大伍 中村充孝 三竿健斗 昌子源 |                  |                                                                           |

| 2017年10月25日 No.82 | セレッソ大阪                  | 2 - 0          | 大宮アルディージャ | 大阪市                                                      |
| 19:03                | 福満隆貴 23分 · 澤上竜二 54分 | 公式記録 (PDF) |                    | 競技場: キンチョウスタジアム 観客数: 4,526人 主審: 飯田淳平 |

| 2017年10月25日 No.83 | 横浜F・マリノス | 1 - 0          | ジュビロ磐田 | 横浜市                                                      |
| 19:03                | 81分 (o.g.)     | 公式記録 (PDF) |              | 競技場: ニッパツ三ツ沢球技場 観客数: 9,696人 主審: 家本政明 |

| 2017年10月25日 No.84 | 川崎フロンターレ | 0 - 1          | 柏レイソル            | 川崎市                                                  |
| 19:30                |                  | 公式記録 (PDF) | クリスティアーノ 61分 | 競技場: 等々力陸上競技場 観客数: 9,968人 主審: 村上伸次 |

### 準決勝
| 2017年12月23日 No.85 | ヴィッセル神戸  | 1 - 3 (延長)   | セレッソ大阪                                     | 大阪市                                                         |
| 13:04                | 大森晃太郎 90分 | 公式記録 (PDF) | 水沼宏太 90+1分 · 柿谷曜一朗 98分 · ソウザ 114分 | 競技場: ヤンマースタジアム長居 観客数: 24,833人 主審: 山本雄大 |

| 2017年12月23日 No.86 | 横浜F・マリノス                        | 2 - 1 (延長)   | 柏レイソル          | 川崎市                                                   |
| 15:05                | 伊藤翔 69分 · ウーゴ・ヴィエイラ 118分 | 公式記録 (PDF) | ハモン・ロペス 11分 | 競技場: 等々力陸上競技場 観客数: 20,696人 主審: 飯田淳平 |

## 決勝
元日の決勝に駒を進めたのは、準決勝で後半終了間際に先制されるも、その直後にMF水沼宏太のゴールで追いつき、延長戦でFW柿谷曜一朗とMFソウザのゴールで神戸を逆転で下し、第83回大会以来14大会ぶりの決勝進出を果たしたC大阪 と、こちらも準決勝で先制される展開もFW伊藤翔とFWウーゴ・ヴィエイラのゴールで柏を延長戦の末に逆転で下し、第93回大会以来4年ぶりの優勝を目指す横浜FM の2チーム。C大阪はJリーグ発足後初（前身のヤンマー時代から数えると第54回大会以来43大会ぶり）となる天皇杯制覇と、この年獲得したルヴァンカップとのカップ戦2冠を目指す戦いとなり、横浜FMはAFCチャンピオンズリーグ2018への出場権をかけ、今シーズン終了後の退任が発表されていたエリク・モンバエルツの最後の試合に臨むことになった。
C大阪のチーム得点王・FW杉本健勇と、横浜FMの中盤の要・MF扇原貴宏がともに負傷欠場した試合は開始8分に動く。横浜FMDF下平匠が左サイドからクロスボールを上げると、これに胸トラップで反応したFW伊藤がC大阪のディフェンスラインの間を抜けて、C大阪GKキム・ジンヒョンとの1対1を制して2試合連続となるゴールを決め、横浜FMが先制に成功する。その後はC大阪がボールを持つ時間が長くなるが、中央をしっかりと固め高い位置からのショートカウンターを狙う横浜FMが決定的な場面を作らせず、前半は1-0で折り返す。
C大阪監督の尹晶煥は後半に向け「より攻撃的にいく」と攻勢を強め、後半20分に古巣対戦となったC大阪MF水沼がミドルシュートを放つと、横浜FMGK飯倉大樹がこれを弾くが、DFのクリアボールを拾ったC大阪FW山村和也がゴール左に蹴り込み、C大阪が同点に追いつく。その後横浜FMはFWウーゴ・ヴィエイラ、C大阪はFWリカルド・サントスを投入して決勝点をもぎ取りに行くが、そのまま試合は1-1で終了し、延長戦に突入する。迎えた延長前半5分、左サイドに開いていたC大阪FW山村がやや山なりのクロスボールをファーサイドへ送ると、これに回り込んだMF水沼がヘディングでゴールへと流し込み、C大阪が逆転に成功する。C大阪はその後、FW山村をDFに下げて5バックで守り切る作戦に転じ、横浜FMの猛攻をしのぎ切って2-1で勝利。43年ぶりの天皇杯優勝を成し遂げ、カップ戦2冠も達成した。
| 2018年1月1日 14:42 No.87 |

| セレッソ大阪                  | 2 - 1 (延長)   | 横浜F・マリノス |
| 山村和也 65分 · 水沼宏太 95分 | 公式記録 (PDF) | 伊藤翔 8分      |

| 埼玉スタジアム2002 観客数: 42,029人 主審: 東城穣 |

| 横浜F・マリノス      |    |                      |         |        |
| GK                   | 21 | 飯倉大樹             |         |        |
| DF                   | 27 | 松原健               |         | 75分   |
| DF                   | 22 | 中澤佑二             |         |        |
| DF                   | 02 | パク・ジョンス       |         |        |
| DF                   | 23 | 下平匠               |         |        |
| MF                   | 08 | 中町公祐             |         |        |
| MF                   | 14 | 天野純               |         | 106分  |
| MF                   | 20 | マルティノス         | 81分    |        |
| MF                   | 33 | ダビド・バブンスキー |         | 70分   |
| MF                   | 24 | 山中亮輔             |         | 45+1分 |
| FW                   | 16 | 伊藤翔               |         |        |
| 控え:                |    |                      |         |        |
| GK                   | 31 | 杉本大地             |         |        |
| DF                   | 04 | 栗原勇蔵             |         |        |
| DF                   | 13 | 金井貢史             |         |        |
| MF                   | 05 | 喜田拓也             |         |        |
| MF                   | 18 | 遠藤渓太             |         | 45+1分 |
| MF                   | 25 | 前田直輝             |         | 106分  |
| FW                   | 07 | ウーゴ・ヴィエイラ   | 105+1分 | 70分   |
|                      |    |                      |         |        |
| 監督                 |    |                      |         |        |
| エリク・モンバエルツ |    |                      |         |        |

| 第97回天皇杯 優勝          |
| -------------------------- |
| セレッソ大阪 43年ぶり4回目 |

### トーナメント表
|  | ラウンド16 (4回戦)     | ラウンド16 (4回戦)  |                        |       | 準々決勝 | 準々決勝 |  |  | 準決勝 | 準決勝 |  |  | 決勝 | 決勝 |
|  |                        |                     |                        |       |          |          |  |  |        |        |  |  |      |      |
|  | 2017年9月20日          |                     |                        |       |          |          |  |  |        |        |  |  |      |      |
|  |                        |                     |                        |       |          |          |  |  |        |        |  |  |      |      |
|  | 松本山雅FC             | 0                   |                        |       |          |          |  |  |        |        |  |  |      |      |
|  | 松本山雅FC             | 0                   | 2017年10月25日         |       |          |          |  |  |        |        |  |  |      |      |
|  | ヴィッセル神戸         | 2                   |                        |       |          |          |  |  |        |        |  |  |      |      |
|  | ヴィッセル神戸         | 2                   | ヴィッセル神戸 (PK)    | 1 (5) |          |          |  |  |        |        |  |  |      |      |
|  | 2017年9月20日          |                     | ヴィッセル神戸 (PK)    | 1 (5) |          |          |  |  |        |        |  |  |      |      |
|  |                        | 鹿島アントラーズ    | 1 (4)                  |       |          |          |  |  |        |        |  |  |      |      |
|  | 浦和レッズ             | 鹿島アントラーズ    | 1 (4)                  | 2     |          |          |  |  |        |        |  |  |      |      |
|  | 浦和レッズ             |                     | 2017年12月23日         | 2     |          |          |  |  |        |        |  |  |      |      |
|  | 鹿島アントラーズ       | 4                   |                        |       |          |          |  |  |        |        |  |  |      |      |
|  | 鹿島アントラーズ       | 4                   | ヴィッセル神戸         | 1     |          |          |  |  |        |        |  |  |      |      |
|  | 2017年9月20日          |                     | ヴィッセル神戸         | 1     |          |          |  |  |        |        |  |  |      |      |
|  |                        | セレッソ大阪 (延長) | 3                      |       |          |          |  |  |        |        |  |  |      |      |
|  | セレッソ大阪           | セレッソ大阪 (延長) | 3                      | 1     |          |          |  |  |        |        |  |  |      |      |
|  | セレッソ大阪           | 2017年10月25日      |                        | 1     |          |          |  |  |        |        |  |  |      |      |
|  | 名古屋グランパス       | 0                   |                        |       |          |          |  |  |        |        |  |  |      |      |
|  | 名古屋グランパス       | 0                   | セレッソ大阪           | 2     |          |          |  |  |        |        |  |  |      |      |
|  | 2017年9月20日          |                     | セレッソ大阪           | 2     |          |          |  |  |        |        |  |  |      |      |
|  |                        | 大宮アルディージャ  | 0                      |       |          |          |  |  |        |        |  |  |      |      |
|  | 筑波大学               | 大宮アルディージャ  | 0                      | 0     |          |          |  |  |        |        |  |  |      |      |
|  | 筑波大学               |                     | 2018年1月1日           | 0     |          |          |  |  |        |        |  |  |      |      |
|  | 大宮アルディージャ     | 2                   |                        |       |          |          |  |  |        |        |  |  |      |      |
|  | 大宮アルディージャ     | 2                   | セレッソ大阪 (延長)    | 2     |          |          |  |  |        |        |  |  |      |      |
|  | 2017年9月20日          |                     | セレッソ大阪 (延長)    | 2     |          |          |  |  |        |        |  |  |      |      |
|  |                        | 横浜F・マリノス     | 1                      |       |          |          |  |  |        |        |  |  |      |      |
|  | 横浜F・マリノス (延長) | 横浜F・マリノス     | 1                      | 3     |          |          |  |  |        |        |  |  |      |      |
|  | 横浜F・マリノス (延長) | 2017年10月25日      |                        | 3     |          |          |  |  |        |        |  |  |      |      |
|  | サンフレッチェ広島     | 2                   |                        |       |          |          |  |  |        |        |  |  |      |      |
|  | サンフレッチェ広島     | 2                   | 横浜F・マリノス        | 1     |          |          |  |  |        |        |  |  |      |      |
|  | 2017年9月20日          |                     | 横浜F・マリノス        | 1     |          |          |  |  |        |        |  |  |      |      |
|  |                        | ジュビロ磐田        | 0                      |       |          |          |  |  |        |        |  |  |      |      |
|  | AC長野パルセイロ       | ジュビロ磐田        | 0                      | 0     |          |          |  |  |        |        |  |  |      |      |
|  | AC長野パルセイロ       |                     | 2017年12月23日         | 0     |          |          |  |  |        |        |  |  |      |      |
|  | ジュビロ磐田           | 1                   |                        |       |          |          |  |  |        |        |  |  |      |      |
|  | ジュビロ磐田           | 1                   | 横浜F・マリノス (延長) | 2     |          |          |  |  |        |        |  |  |      |      |
|  | 2017年9月20日          |                     | 横浜F・マリノス (延長) | 2     |          |          |  |  |        |        |  |  |      |      |
|  |                        | 柏レイソル          | 1                      |       |          |          |  |  |        |        |  |  |      |      |
|  | 川崎フロンターレ       | 柏レイソル          | 1                      | 4     |          |          |  |  |        |        |  |  |      |      |
|  | 川崎フロンターレ       | 2017年10月25日      |                        | 4     |          |          |  |  |        |        |  |  |      |      |
|  | 清水エスパルス         | 1                   |                        |       |          |          |  |  |        |        |  |  |      |      |
|  | 清水エスパルス         | 1                   | 川崎フロンターレ       | 0     |          |          |  |  |        |        |  |  |      |      |
|  | 2017年9月20日          |                     | 川崎フロンターレ       | 0     |          |          |  |  |        |        |  |  |      |      |
|  |                        | 柏レイソル          | 1                      |       |          |          |  |  |        |        |  |  |      |      |
|  | ガンバ大阪             | 柏レイソル          | 1                      | 2     |          |          |  |  |        |        |  |  |      |      |
|  | ガンバ大阪             |                     |                        | 2     |          |          |  |  |        |        |  |  |      |      |
|  | 柏レイソル             | 3                   |                        |       |          |          |  |  |        |        |  |  |      |      |
|  | 柏レイソル             | 3                   |                        |       |          |          |  |  |        |        |  |  |      |      |

### 注記
1. ↑  優勝したセレッソ大阪はJ1・3位でACLプレーオフ出場権を獲得していたため、J1・4位の柏レイソルが繰上げでACLプレーオフ出場権を獲得。
2. ↑  毎年夏に道予選を兼ねて行われていた知事杯全道サッカー選手権大会の第35回大会（2017年）を第98回（2018年）大会の予選とし、別途社会人・学生の4チームにより、北海道予選となる「平成29年度 北海道サッカー選手権大会」を開催。
3. ↑  石川県サッカー選手権大会 (県予選)の参加資格について、オープン参加だった従来と異なり、「前年大会 (2016年大会)の準々決勝進出チーム」に限定[3]。